# 津軽親足
津軽 親足（つがる ちかたり）は、江戸時代後期の大名。陸奥国黒石藩初代藩主。官位は従五位下・甲斐守。元は4000石の旗本。歌道に優れていたと言われている。

## 略歴
天明8年（1788年）8月29日、上総国久留里藩主・黒田直亨の四男として江戸にて誕生。文化2年12月4日（1806年）、縁戚関係にあった津軽典暁の養嗣子となって家督を継いだ。この時、先々代当主でこの当時は本家弘前藩主であった津軽寧親（典暁の父、母が黒田直純（直亨の養父）の娘）より偏諱を受け、親足と改名した。
文化6年（1809年）4月5日に寧親の計らいで6000石加増されて1万石の大名となり、弘前藩の支藩である黒石藩を立藩した。文政8年（1825年）11月5日、家督を養嗣子の順徳（後の順承）に譲って隠居し、嘉永2年（1849年）7月晦日に江戸で死去した。享年62。

## 系譜
父母
- 黒田直亨（実父）
- 津軽典暁（養父）

正室
- 歌子、清光院 ー 松平資承の娘

子女
- 津軽承保（次男）

養子
- 津軽順承 ー 松平信明の五男